# Gibbon à bonnet
Hylobates pileatus
Espèce
Statut de conservation UICN

 EN  : En danger
Statut CITES
Le gibbon à bonnet (Hylobates pileatus), aussi parfois appelé gibbon à coiffe, est un singe de la famille des Hylobatidés.

## Caractéristiques
Le gibbon à bonnet mesure 47 cm (corps et tête), n'a pas de queue et pèse 4-7 kg. Ses bras sont très longs.
Le gibbon à bonnet présente un dimorphisme sexuel dans la couleur de sa fourrure : les mâles sont à l'âge adulte presque entièrement noirs excepté quelques poils blancs autour des yeux et du crâne et des mains blanches , tandis que les femelles ont un pelage blanc-gris avec seulement le ventre et la tête noires. L'anneau de fourrure blanche, souvent hirsute, autour de la tête est commune aux deux sexes.

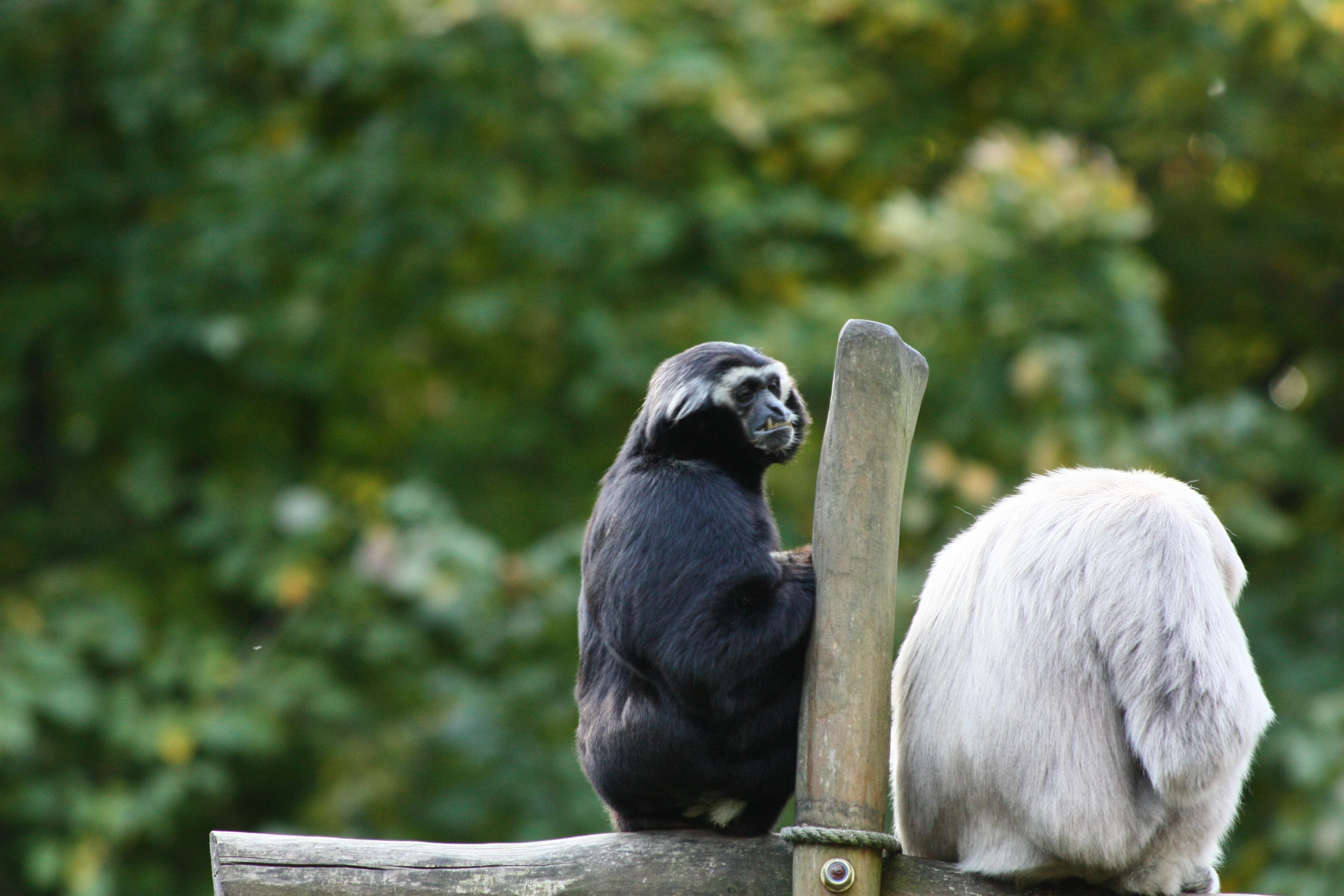
Un mâle (en noir) et une femelle (en gris-blanc), au Zoo de Schwerin, en Allemagne

## Écologie et comportement
Le mode de vie du gibbon à bonnet est semblable à celui des autres gibbons : diurne et arboricole.
Il vit en couple monogame.
Il se déplace par brachiation à travers les arbres grâce ses longs bras.
Il mange principalement des fruits (75 %), des feuilles et jeunes pousses (20 %) et des petits animaux (insectes...) (5 %).

Sa reproduction n'est pas bien connue, mais est probablement semblable à celle des autres gibbons. Après 240 jours de gestation la femelle gibbon à bonnet accouche d'un petit gibbon.

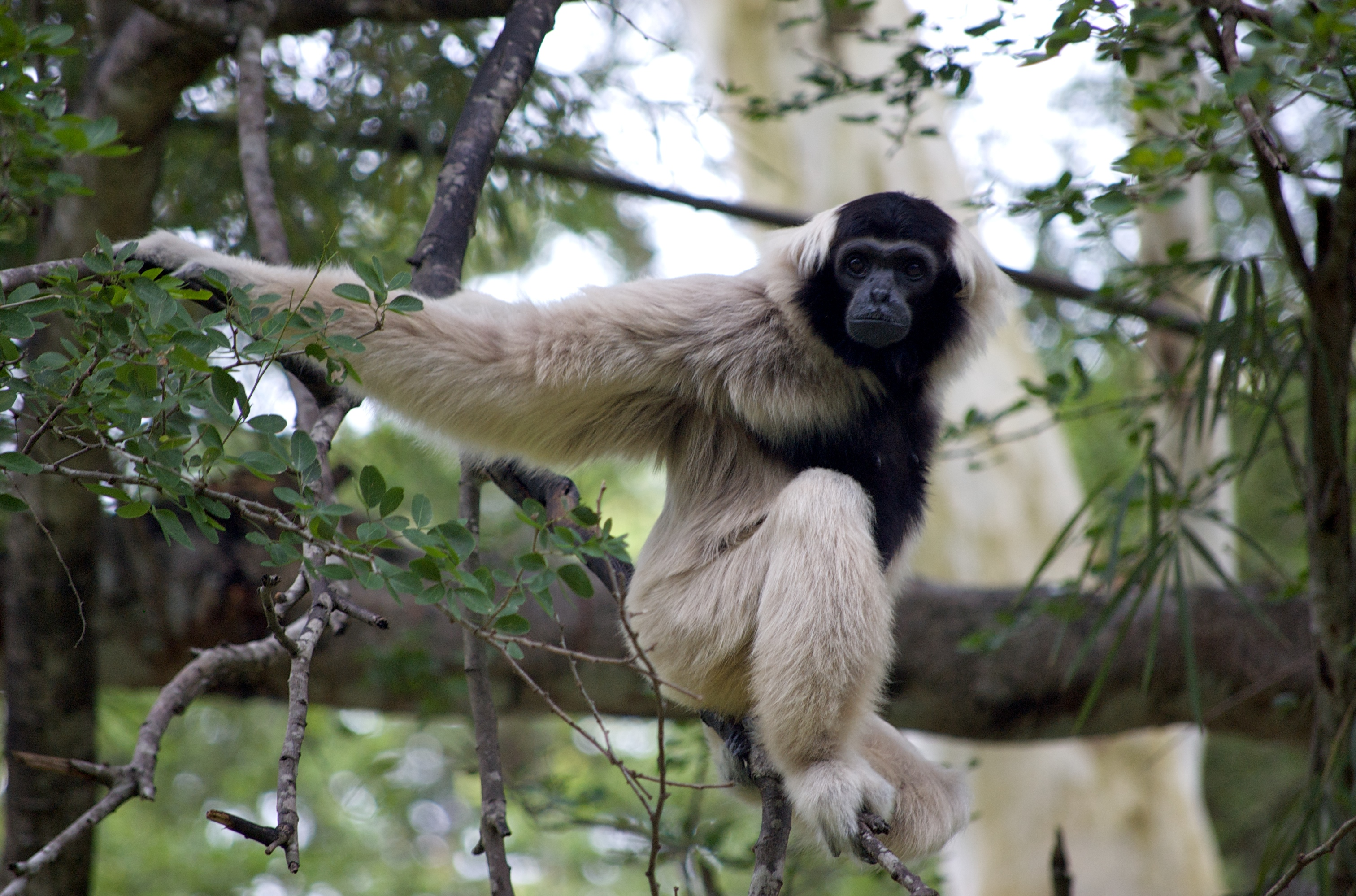
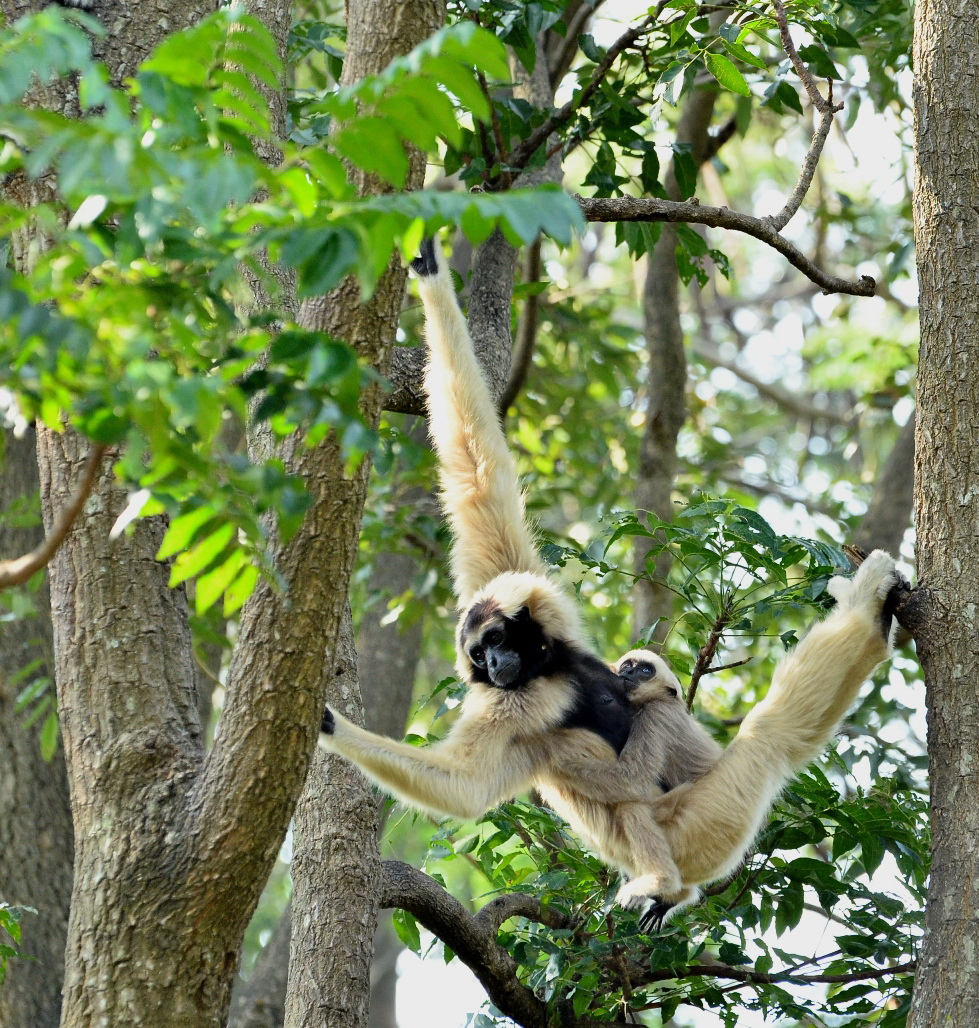
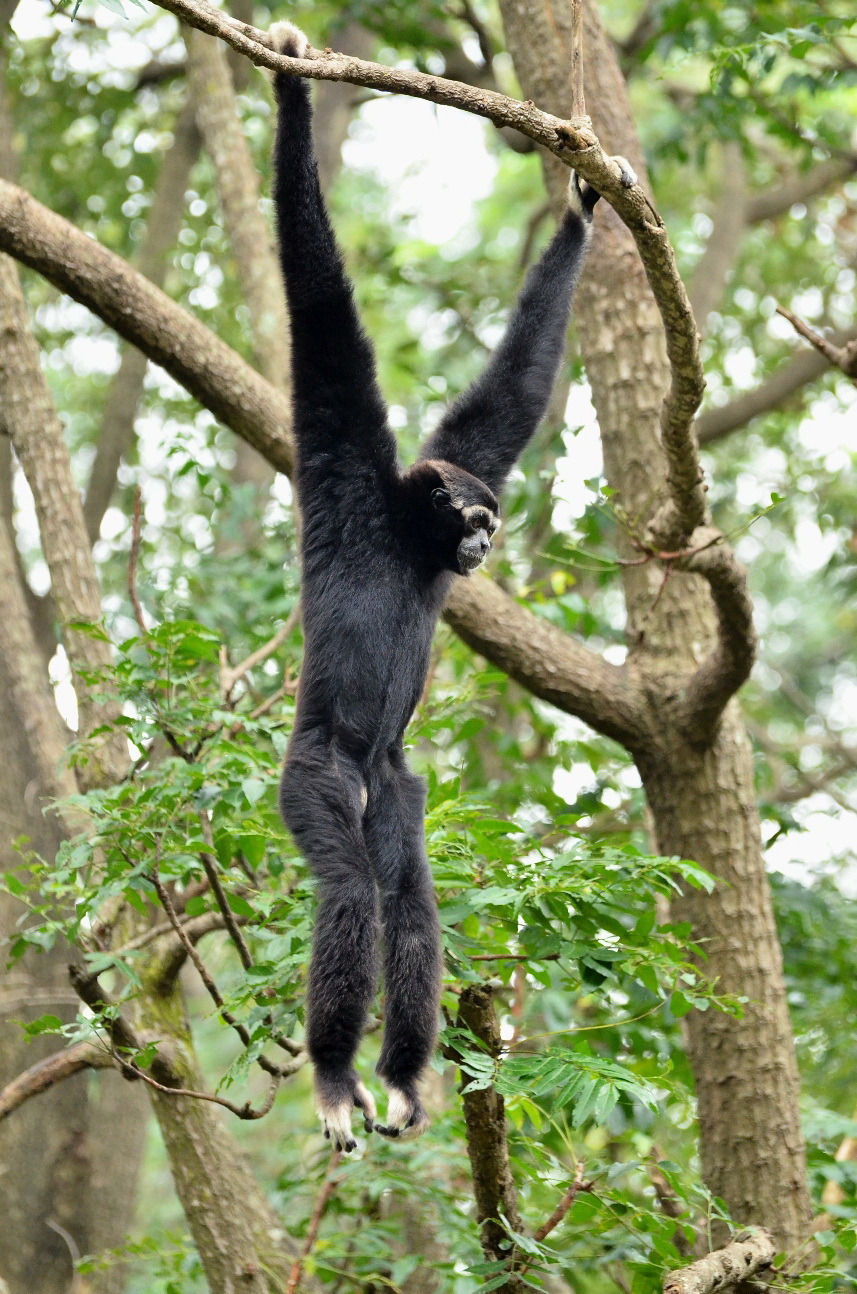
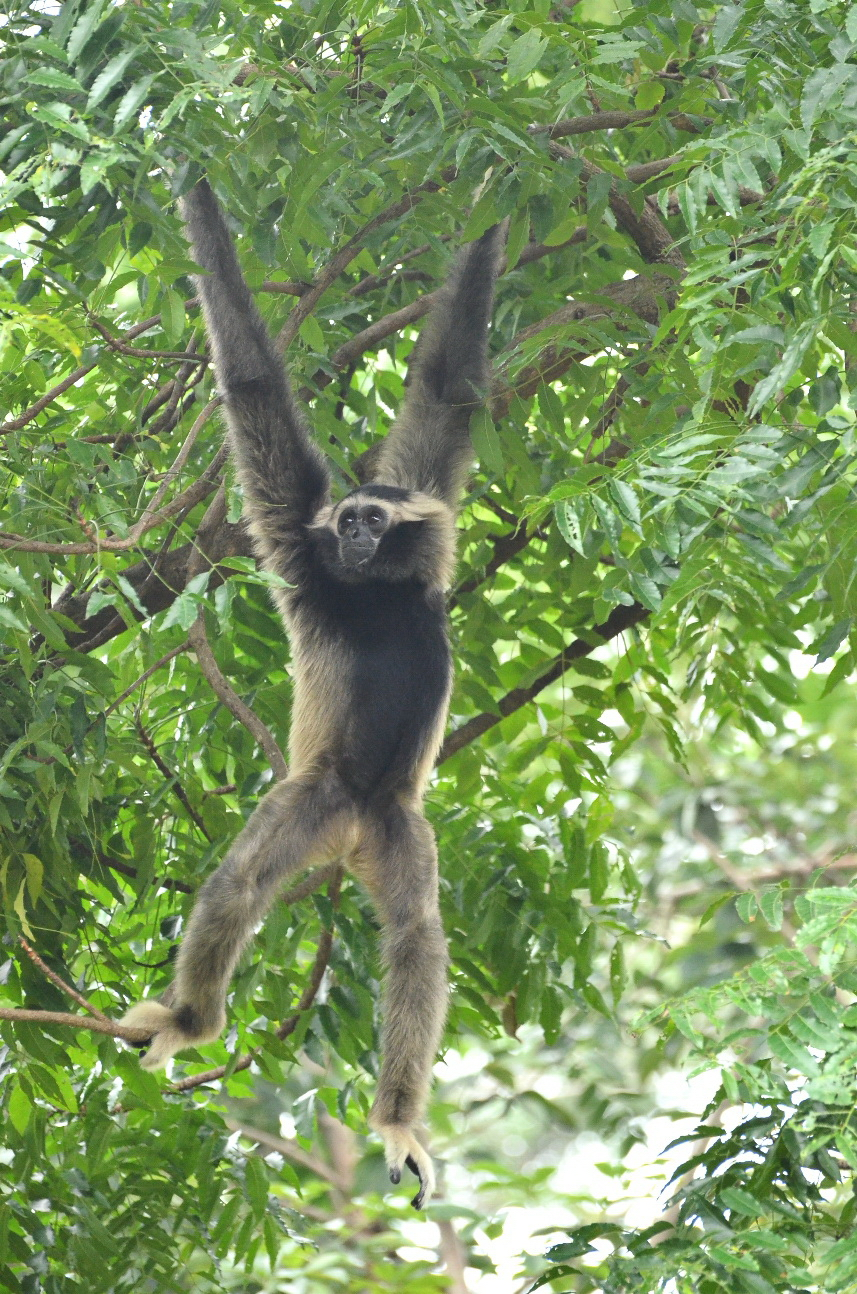
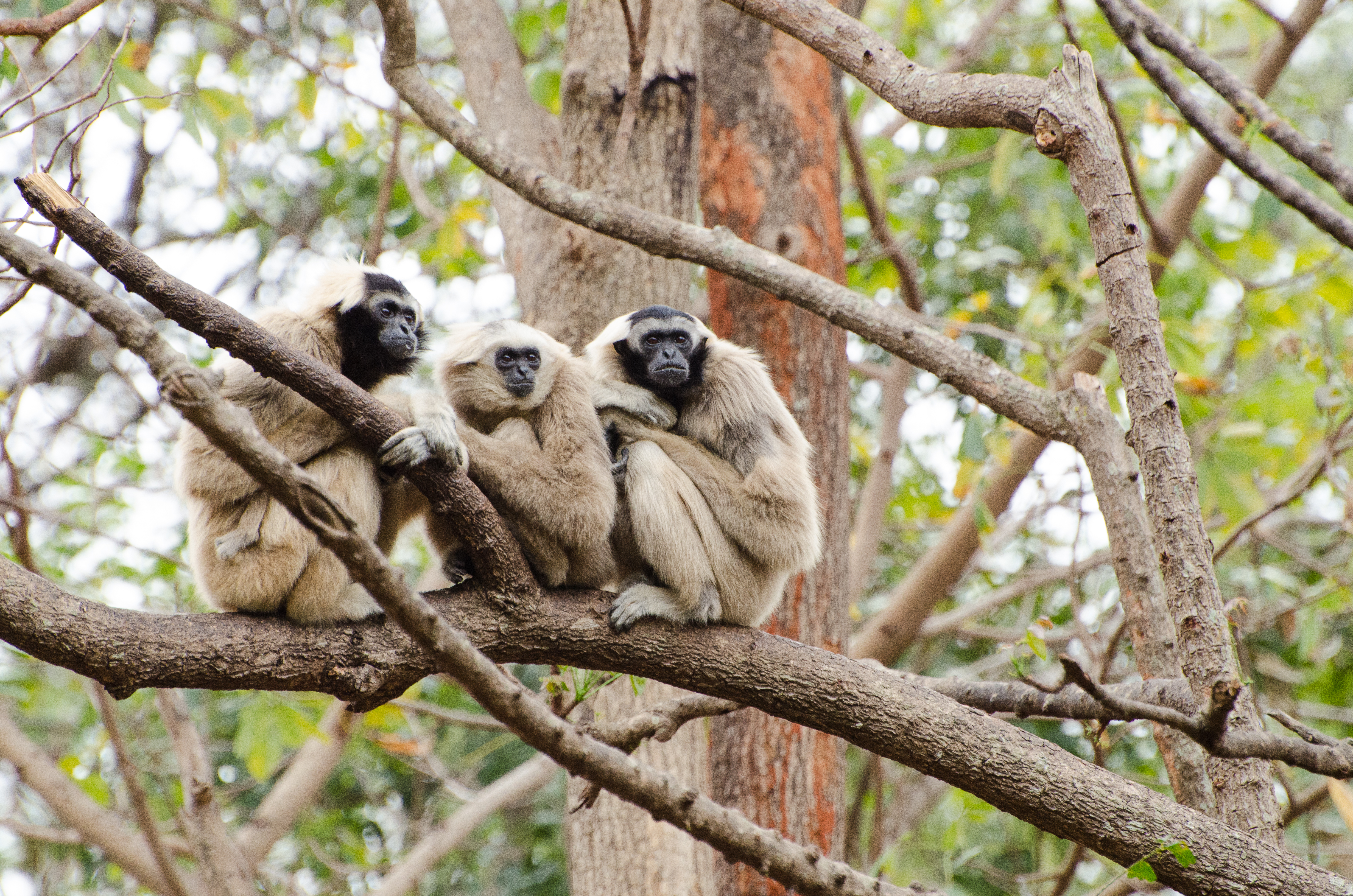

### Galerie audio
Le  chant des gibbons à bonnet est différent de celui des gibbons à mains blanches : ils exécutent des trilles aux sonorités pétillantes.
- Chant d'un couple de gibbons à bonnet, zoo de Copenhague, Danemark
- Chant familial du gibbon à bonnet, Parc national de Khao Yai, Thaïlande.
- Chant familial du gibbon à bonnet, Parc national de Khao Yai, Thaïlande.

## Habitat et répartition
Le gibbon à bonnet vit dans l'est de la Thaïlande, l'ouest du Cambodge et le sud-ouest du Laos. Il y a environ 35 000 individus au Cambodge et 30 000 en Thaïlande.
Le gibbon à bonnet se rencontre dans les aires suivantes :
- Parc national de Khao Yai, Thaïlande (environ 3000 gibbons à bonnet, gibbons à mains blanches et gibbons hybrides) (à noter que c'est le seul lieu où l'aire de répartition des gibbons à bonnet et des gibbons à mains blanches se chevauchent, en particulier près des cascades d'Haew Suwat Falls ; et à noter aussi que ces deux espèces s'hybrident[3]),
- Parc national de Pang Sida, Thaïlande,
- Parc national de Ta Phraya, Thaïlande,
- Parc national de Thap Lan, Thaïlande,
- Sanctuaire de faune de Khao Soi Dao, Thaïlande,
- Sanctuaire de faune de Khao Ang Ru Nai, Thaïlande,
- Chaîne des Cardamomes, Cambodge (environ 20 000 individus),
- Parc national de Preah Monivong, Cambodge (environ 1 000 individus).

Il vit dans les forêts tropicales humides.

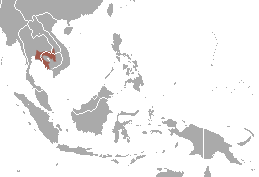
Aire de répartition du gibbon à bonnet

## Relations avec l'espèce humaine

### Menaces
Les dangers pour cette espèce sont :
- Ses prédateurs dans la forêt tropicale : léopards, grands rapaces, pythons...

Mais surtout les activités humaines : 
- La déforestation massive des arbres par des compagnies qui commercialisent l'huile de palme pour la consommation alimentaire et cosmétique des pays industrialisés.
- la fragmentation des forêts qui le rend plus vulnérable à la chasse (viande de brousse) et au braconnage et qui détruit une partie de son habitat
- Les trafiquants qui n'hésitent pas à abattre une mère afin de capturer son petit pour le vendre.
- Les hommes qui détiennent des gibbons chez eux, etc.

### Sauvetage, réhabilitation et réintroduction du gibbon à bonnet
L'organisation à but non lucratif Wildlife Alliance a coopéré avec le gouvernement cambodgien pour permettre la conduite de programmes de sauvetage et de réintroduction du gibbon à bonnet au Cambodge :
La Wildlife Rapid Rescue Team est une équipe mandatée d'application de la loi chargée de réprimer le commerce illicite de la faune sauvage dans l'ensemble du Cambodge. Elle confisque environ 5 000 à 6 000 animaux par an et a sauvé plus de 56 000 animaux vivants entre sa création, en 2001, et 2013. La plupart de ces animaux sont immédiatement libérés dans un habitat sûr, et ceux qui nécessitent une réadaptation ou des soins sont amenés au centre de sauvetage de la faune sauvage du Parc zoologique de Phnom Tamao. Les gibbons sont menacés par ces captures, destinées à alimenter le commerce de la viande et celui des animaux de compagnie, en plus d'être menacés par la perte de leur habitat.
La plupart des gibbons à bonnet du centre de sauvetage de la faune sauvage du Parc zoologique de Phnom Tamao sont issus du commerce et sont donc trop imprégnés par les humains pour être réintroduits. Cependant, grâce au programme de reproduction du centre, dans lequel les mères élèvent leur progéniture, les jeunes gibbons ont été correctement préparés à la vie dans la nature.
En décembre 2013, un couple de gibbons à bonnet a été relâché avec succès dans les forêts protégées du site archéologique d'Angkor, près du complexe de l'ancien temple. Cette initiative de Wildlife Alliance, de la Cambodian Forestry Administration et de l'Apsara Authority qui gère le site du Patrimoine mondial est la première étape vers la repopulation des forêts entourant les célèbres temples d'Angkor,.